# Ligyrocoris litigiosus
Ligyrocoris litigiosus är en insektsart som först beskrevs av Carl Stål 1862.  Ligyrocoris litigiosus ingår i släktet Ligyrocoris och familjen Rhyparochromidae. Inga underarter finns listade i Catalogue of Life.